# Makedonska dinastija
Makedonska dinastija (srednjeveškogrško Μακεδονική Δυναστεία) je bila rodbina, ki je vladala v Bizantinskemu cesarstvu od leta 867, ko je nasledila Amorijsko dinastijo, do leta 1056, ko sta oblast prevzeli dinastiji Komnenov in Dukasov. 
V tem obdobju je Bizantinsko cesarstvo doseglo največji obseg od muslimanskih osvajanj (622-750) in doživelo tako imenovano makedonsko renesanso v književnosti in umetnosti. Ime je dobila po svojem ustanovitelju Baziliju I. Makedoncu. Bazilij je prihajal iz Makedonske teme, ki je bila sicer locirana v Trakiji. Bil je armenskega porekla, zato nekateri avtorji dinastijo imenujejo Armenska dinastija.

## Izvori
Etnično poreklo dinastije ni znano in je bilo predmet razprave. Med Bazilijevo vladavino je bila izdelana podrobna genealogija, ki je trdila, da njegovi predniki niso bili zgolj kmetje, kot so vsi verjeli, ampak potomci armenskih kraljev Arsakid (Aršakuni), Aleksandra Velikega in tudi Konstantina Velikega. Nekateri perzijski pisci, kot sta Hamza al-Isfahani ali Al-Tabari, so imenovali Basil a Saqlabi, etnogeografski izraz, ki je običajno označeval Slovane, vendar ga je mogoče razlagati kot generični izraz, ki zajema prebivalce regije med Carigradom in Bolgarijo.
Tako so bile podane trditve, da je bil ustanovitelj dinastije (Bazilij I.) armenskega, slovanskega ali »armeno-slovanskega« rodu po očetovi strani.
Avtor edine biografije posvečene Baziliju I. v angleščini je sklenil, da je nemogoče z gotovostjo ugotoviti, kakšno je bilo etnično poreklo cesarja, čeprav je bil Bazilij vsekakor odvisen od podpore Armencev na vidnih položajih v Bizantinskem cesarstvu.

## Seznam vladarjev
- Bazilij I. Makedonec  (811–886, vladal 867–886) – po poreklu Armenec, poročen z Varjaginjo  Evdokijo Ingerino, priležnico Mihaela III., umrl po nezgodi na lovu.
- Leon VI. Modri (866–912, vladal 886–912) – sin Evdokije Ingerine, zakonski sin in naslednik Bazilija I., v resnici morda sin Mihaela III..
- Aleksander (870–913, vladal 912–913) – sin Bazilija II., regent za nečaka Konstantina VII..
- Konstantin VII. Porfirogenet (905-959, vladal 913 - 959) – sin Leona VI..
- Roman I. Lekapen (870–948, vladal 919–944) – po poreklu Armenec, tast Konstantina VII., socesar, ki je poskušal ustanoviti svojo dinastijo. Po odstavitvi se je umaknil v samostan.
- Roman II. Porfirogenet (938–963, vladal 959–963) – sin Konstantina VII.
- Nikefor II. Fokas (912–969, vladal 963–969) – po poreklu Kapadokijec, uspešen general, poročen z vdovo Romana II.. Bazilijev reagent, umorjen.
- Ivan I. Cimisk (925-976, vladal 969–976) – po poreklu Armenec, uspešen general, svak Romana II. in ljubimec Nikeforjeve žene. Regent za Bazilija II. in Konstantina VIII..
- Bazilij II. Bolgarokton (958–1025, vladal 976–1025) – sin Romana II..
- Konstantin VIII. (960-1028, vlada 1025–1028) – sin Romana II., tihi sovladar Bazilija II., po bratovi smrti samostojen vladar.
- Zoa (okoli 978–1050, vladala 1028–1050) – hčerka Konstantina VIII..
- Roman III. Argir (968–1034, vladal 1028–1034) – konstantinopelski eparh, Zoin prvi mož, umorjen.
- Mihael IV. Paflagonec (1010–1041, vladal 1034–1041) – Zoin drugi mož.
- Mihael V. Kalafat (1015–1042, vladal 1041–1042) – nečak Mihaela IV., Zoin posinovljenec.
- Teodora III. (980–1056, vladala 1042) – hčerka Konstantina VIII., Zoina sovladarka.
- Konstantin XI. Monomah (1000–1055, vladal 1042–1055) – Zoin tretji mož.
- Teodora III. (vladala 1055–1056) – ponovno.

### Nedinastični vladar
- Mihael VI. Stratiotik  (vladal 1056–1057) – Teodorin izbranec, odstavljen in poslan v samostan.

## Družinsko drevo
- Bazilij I. Makedonec (813–886)
  - iz zakona z Marijo:
    - Konstantin  (865–878), očetov sovladar
    - Anastazija

  - iz zakona s cesarico Evdokijo Ingerino:
    - Leon VI. Modri (866–912)
      - Evdokija (umrla 892)
      - Ana
      - Bazilij  (umrl 900)
      - Konstantin VII. Porfirogenet (905–959), poročen s Heleno Lekapeno, hčerko Romana I. Lekapena 
        - Roman II. (938–963) 
          - v zakonu z Berto Italijansko ostal brez otrok
          - iz zakona s Teofano:
            - Bazilij II. Bolgarokton  (957–1025)
            - Konstantin VIII. (961–1028)
              - Evdokija
              - Zoa (978–1050), poročena z 
                1. Romanom III. Argirjem  (okoli  968–1034)
                2. Mihaelom IV. Paflagoncem (1015–1042)
                3. Konstantinom IX. Monomahom  (okoli 1000–1055)

              - Teodora (980–1056)

            - Ana Porfirogeneta (963–1011), poročena z Vladimirjem I. Kijevskim

        - Agata
        - Irena Lekapena, poročena s Petrom I. Bolgarskim
        - Teodora, poročena z Ivanom I. Cimiskom

    - Aleksander (870–913)
    - Štefan I. Konstantinopelski (870–893), konstantinopelski patriarh